# Аврамовка (Амурская область)
Авра́мовка — село в Завитинском районе Амурской области, Россия. Входит в Болдыревский сельсовет. Основано в 1908 году. Названо по имени первого поселенца.

## География
Село Аврамовка стоит на левом берегу реки Завитая.
Село Аврамовка расположено к северо-западу от города Завитинска.
Дорога к селу Аврамовка идёт на северо-запад от административного центра Болдыревского сельсовета села Болдыревка.
Расстояние до Болдыревки — 8 км, до трассы «Амур» 16 км, расстояние до районного центра Завитинск — 20 км.

## Население
| 2002 | 2010 | 2012 | 2013 | 2014 | 2015 | 2016 |
| ---- | ---- | ---- | ---- | ---- | ---- | ---- |
| 116  | ↘63  | ↘54  | ↗55  | ↘52  | ↘39  | ↘36  |
| 2017 | 2018 |      |      |      |      |      |
| ↘34  | →34  |      |      |      |      |      |

## Инфраструктура
Сельскохозяйственные предприятия Завитинского района.